# Džunja Watanabe
Džunja Watanabe (* 1961 Fukušima) je japonský módní návrhář. Studoval módu v Tokiu, přičemž studium dokončil v roce 1984. V té době začal pracovat pro Comme des Garçons jeho mentorky Rei Kawakubové. Počínaje rokem 1992 začal pod záštitou Comme des Garçons pracovat také pod svým jménem. V roce 2007 spolupracoval s obuvnickou společností Converse. Dále spolupracoval například s firmami Merz b. Schwanen, Nike a Levi's.